# جمهورية ما وراء القوقاز الاشتراكية السوفيتية
جمهورية ما وراء القوقاز الاشتراكية السوفيتية هي أحد جمهوريات الاتحاد السوفيتي والتي انضمت اليه في 12 مارس 1922 وتضم الجمهورية اراضي كل من جورجيا وأرمينيا وأذربيجان بمسالة إجمالية تبلغ 186,100 كلم مربع وهي بذلك تحتل المرتبة الرابعة ضمن جمهوريات الاتحاد السوفيتي، استمرت الجمهورية حتى تم حلها في 5 ديسمبر 1936 وتم تقسيم أراضيها بين جمهوريات جورجيا وأرمينيا وأذربيجان.

## معرض صور

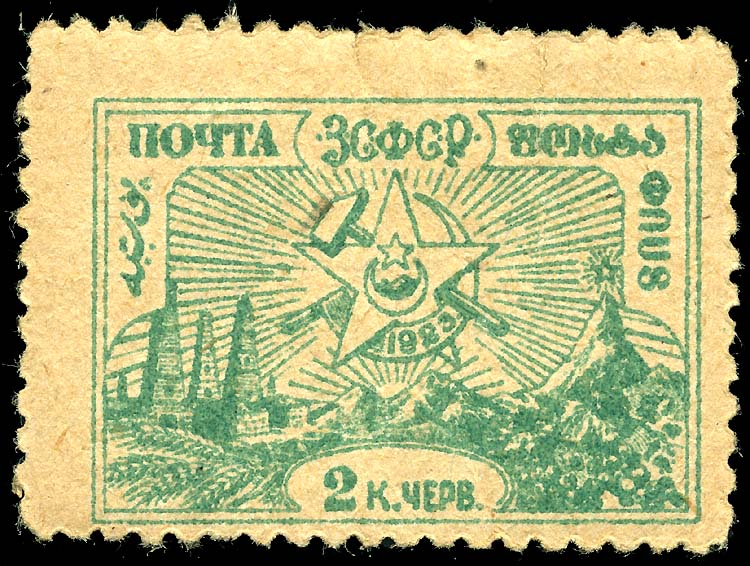
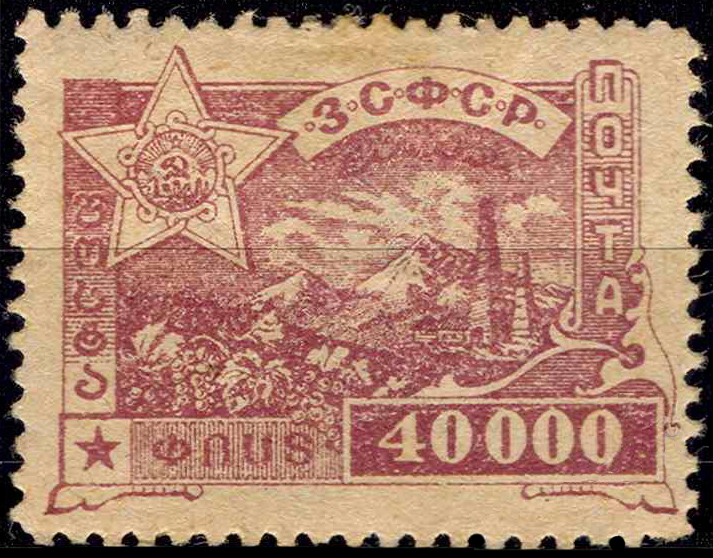
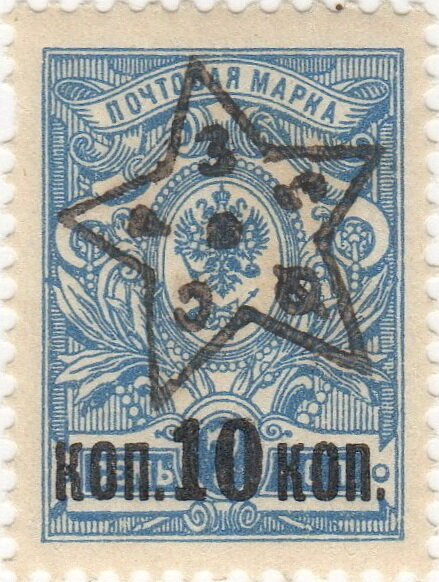
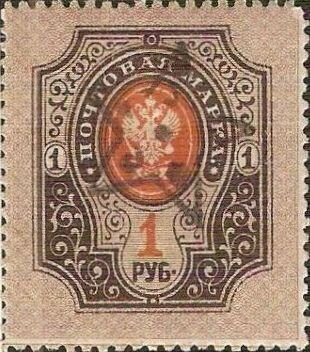